# Parafia św. Urszuli w Soborzycach
Parafia św. Urszuli w Soborzycach – parafia rzymskokatolicka, znajdująca się w archidiecezji częstochowskiej, w dekanacie Gidle.